# KZ Außenkommando Sonneberg
Das KZ Außenkommando Sonneberg (auch als Sonneberg-West bezeichnet) war ein Außenlager des KZ Buchenwald auf dem Werksgelände der Thüringer Zahnradwerke GmbH Sonneberg, einem Tochterunternehmen der Leipziger Maschinenfabrik G. E. Reinhardt, in der Hallstrasse 39 im Sonneberger Stadtteil Bettelhecken.

## Geschichte
Im September 1944 forderte der Betrieb über die Kreisleitung der NSDAP Häftlinge aus dem KZ Buchenwald an. Ein bislang von sowjetischen Kriegsgefangenen belegtes Barackenlager wurde geräumt und zum KZ-Außenkommando Sonneberg umgestaltet. Am 14. September 1944 wurde das mit anfangs 260 männlichen Häftlingen besetzte Lager auf dem Werksgelände der Thüringer Zahnradwerke mbH Sonneberg in Betrieb genommen. Die Anzahl der Häftlinge stieg ständig, sodass es am 1. Januar 1945 bereits 445 Häftlinge waren, und auch danach stieg die Anzahl weiter. Bis zur Auflösung des Lagers kann von einer Belegung mit 450 bis 470 Häftlingen ausgegangen werden.
Unter menschenunwürdigen Bedingungen wurden in dem Werk von Häftlingen in Zwangsarbeit Flugzeugteile für die Ju 52 und für Sturzkampfflugzeuge sowie Kettenräder für den Panzerkampfwagen VI Tiger und Zahnräder für die V-Waffen hergestellt. Die Häftlinge waren meist ungarische Juden, aber es gab auch deutsche politische Häftlinge und Kriegsgefangene. Es wurde in Zwölf-Stundenschichten gearbeitet, wobei die Nacht- und Tagschicht wöchentlich wechselten. Die Versorgung mit Nahrungsmitteln war schlecht und es gab brutale Misshandlungen durch die SS.
Monatlich starben im Durchschnitt zwanzig Häftlinge, die durch andere Gefangene aus dem Stammlager ersetzt wurden.
Kurz vor der Auflösung des Lagers im April 1945 kam es zu einem Massaker. Als überstürzt der Abmarsch der Gefangenen befohlen wurde, protestierten die Angehörigen der Nachtschicht, die fürchteten, keine Essensration vor dem Aufbruch mehr zu erhalten. Als einige Häftlinge einen Sack Kartoffeln an sich brachten, schossen SS-Männer in die Menge. Mindestens 40 Häftlinge wurden getötet und viele verletzt.

## Todesmarsch

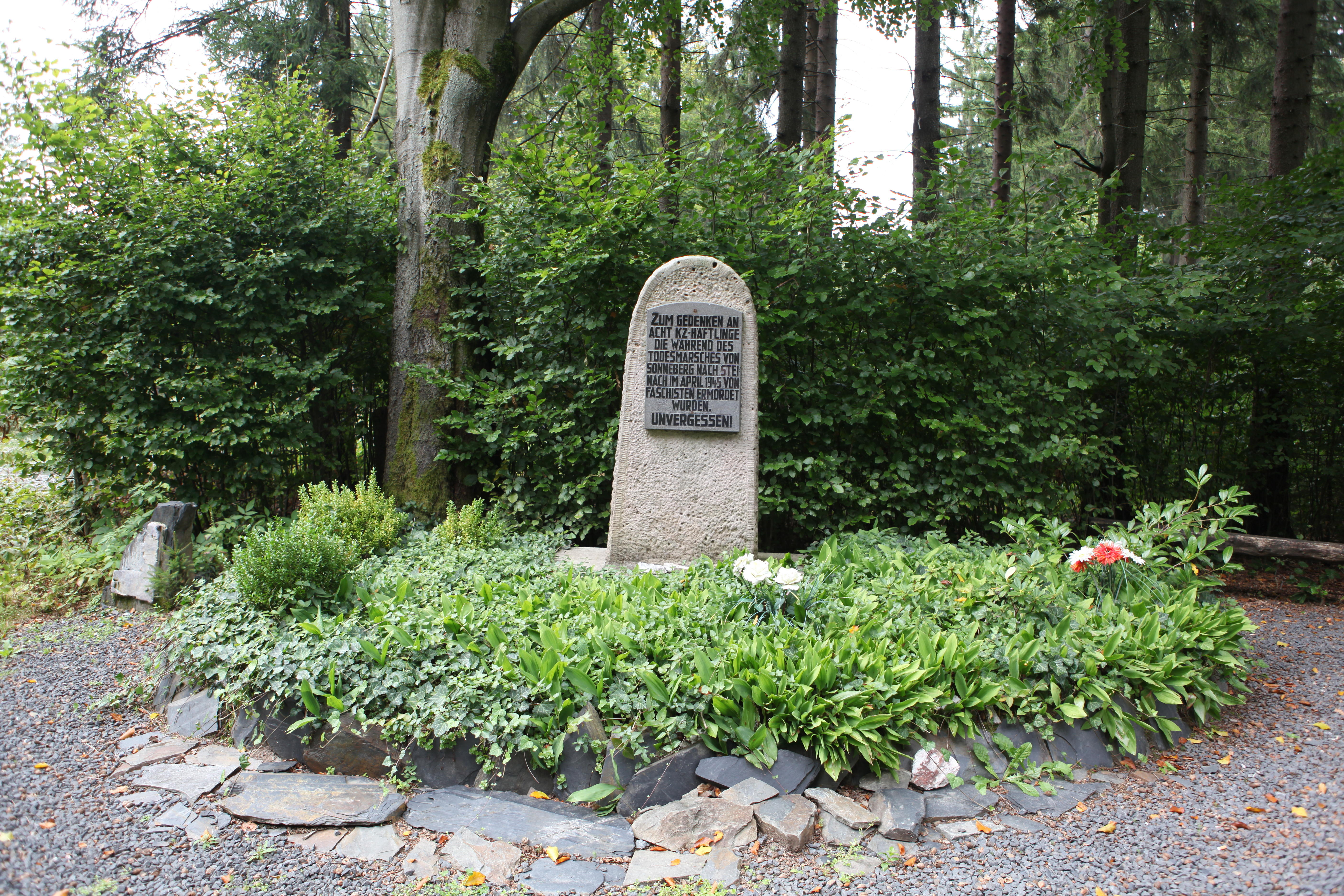
Gedenkstätte Schustershieb, Steinach, für die ersten acht erschossenen Opfer des Todesmarsches

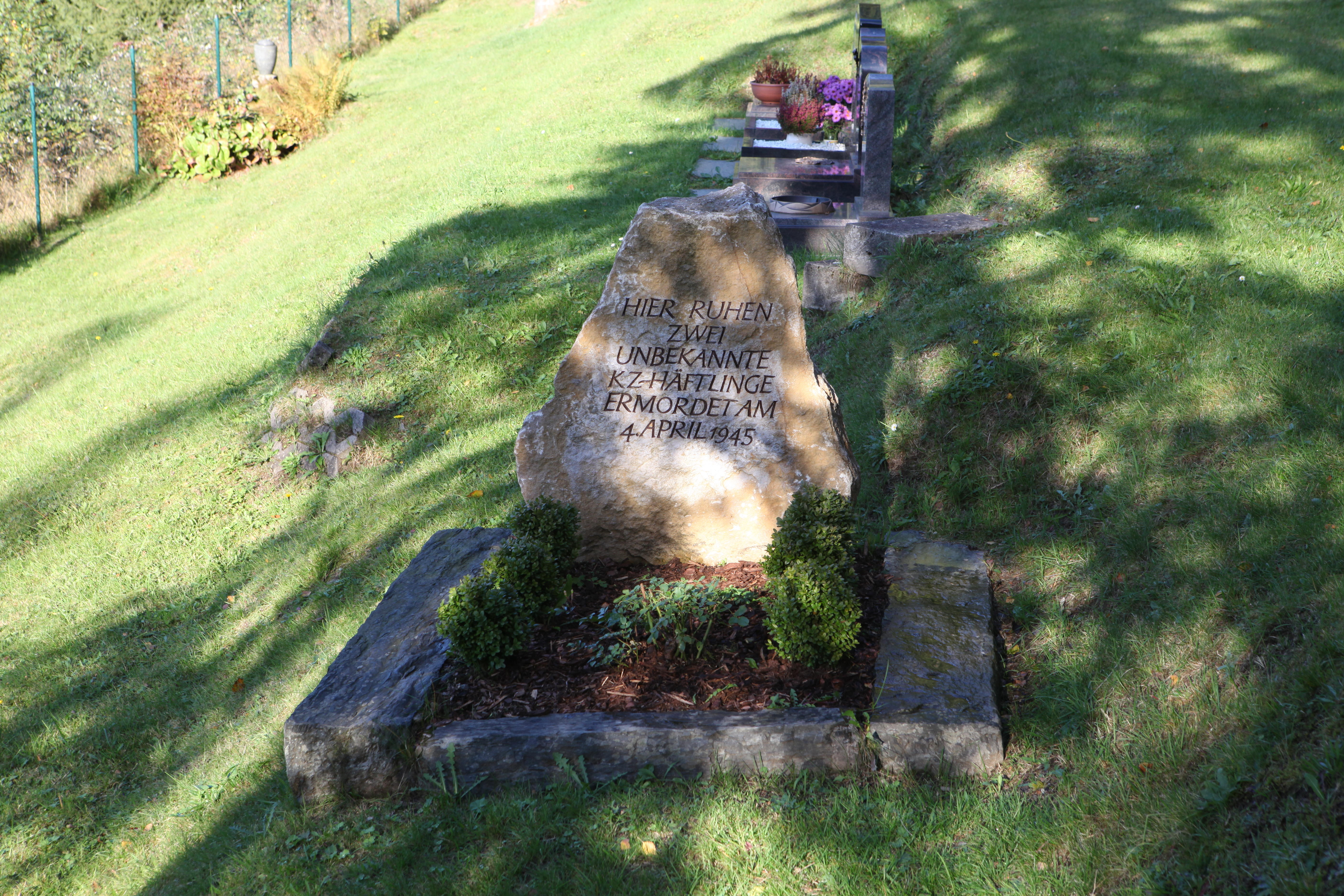
Grabstätte in Eschenthal, in der zwei am 4. April 1945 ermordete Häftlinge begraben sind

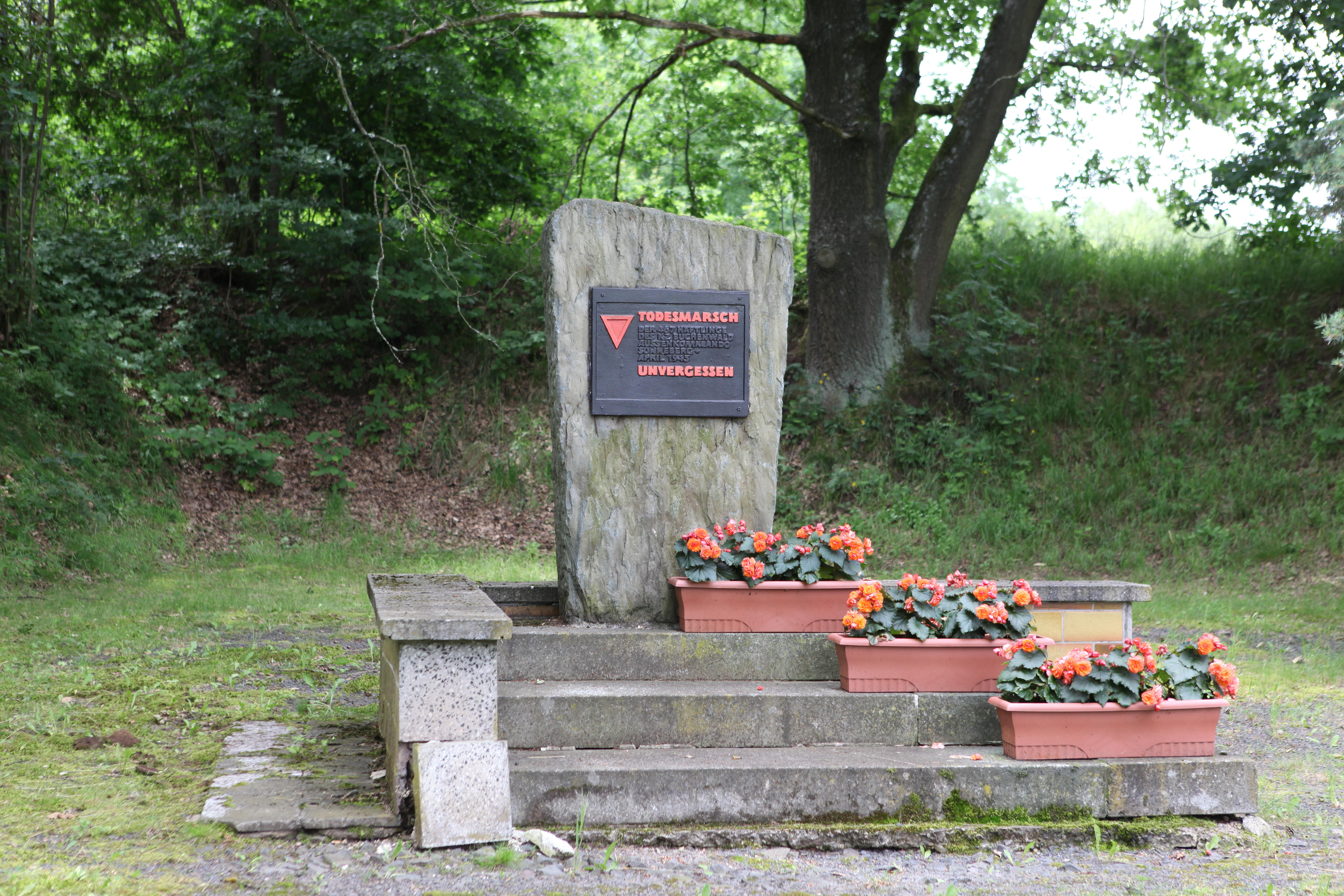
Eine der dreizehn Metalltafeln, die an die Opfer des Todesmarsches erinnern. Ort: Hallstraße in Bettelhecken, Sonneberg

Am 4. April 1945 begann der Todesmarsch der 467 KZ-Häftlinge aus dem Lager Sonneberg, weil die 3. US-Armee heranrückte. Es soll ein schreckliches Bild gewesen sein, was sich den Sonneberger Einwohnern bot. Die Häftlinge trugen blau-weiß gestreifte KZ-Häftlingskleidung, jeweilig gekennzeichnet mit einem farbigen Stern oder farbigen Dreieck, sowie mit schwarzen Nummern auf dem Rücken und an der Vorderseite. An den Füßen trugen sie Holzschuhe. Am Schluss des Zuges liefen bewaffnete SS-Männer mit abgerichteten Hunden. Ein von Häftlingen gezogener Karren mit zwei Rädern bildete den Abschluss des Zuges. Viele Häftlinge wurden auf dem Marsch erschossen, andere starben auf dem Marsch an Misshandlungen oder an den Folgen der Strapazen. Über die Hälfte der Gefangenen kamen beim Marsch ums Leben.
Es gab zwei Marschrouten. Die größere von ihnen führte vom Lager über die Sonneberger Obere Stadt, zum Schusterhieb und nach Steinach, dann Richtung KZ-Außenlager Laura bei Lehesten am Rennsteig, bis es zurück nach Sonneberg ging. Von Sonneberg führte der Marsch über die bayerischen Städte Kronach, Wallenfels, Geroldsgrün (12. oder 13. April) und Nordhalben und über die thüringische Stadt Saalburg. Über Thüringen und Sachsen ging es auf böhmisches, beziehungsweise tschechisches Gebiet. Der Rest des Zuges verlief sich am 7. Mai in Praseles, 50 km vor Prag, nachdem die SS-Männer vor der nahen Roten Armee geflohen waren. Die zweite Marschroute führte wahrscheinlich über Köppelsdorf und Friedrichsthal nach Bad Elster. 111 Häftlinge sollen dort von der 3. US-Armee befreit worden sein.
Die ersten Todesopfer dieser Märsche waren acht Häftlinge, deren Leichen auf der Höhe des Schusterhiebs zwischen Sonneberg und Steinach im Juni 1945 von Steinacher Frauen gefunden wurden. Nur notdürftig verscharrt, lagen sie im Straßengraben. Manche Leichen hielten noch ihre kleinen Blechbüchsen mit rohen Kartoffeln darin unter dem Arm geklemmt. Alle waren durch Kopfschüsse getötet worden. Auch im Steinbruch am Ortsausgang von Friedrichsthal wurden zwei dort verscharrte Leichen in Häftlingskleidung gefunden. Heute liegen die sterblichen Überreste der ermordeten Häftlinge auf den Friedhöfen in Steinach und Eschenthal. Zwei Häftlinge wurden am Rennsteig, nahe der Schildwiese, erschossen und auf dem Friedhof von Kleintettau beigesetzt. In Burgstein sind ebenfalls Grabstätten auf dem Friedhof des Ortsteiles Großzöbern für fünf jüdische Häftlinge, die im April 1945 bei dem Todesmarsch in Pirk, einem Ortsteil der Gemeinde Weischlitz, von SS-Männern ermordet wurden.
Von dem Häftling Ignacy Arthur Krasnokucki, einem polnischen Juden, ist bekannt, dass er im April 1945 von dem Todesmarsch fliehen konnte. Während einer Rast an einem Brunnen konnte er sich in einem Abwasserkanal verstecken. Einen Tag später zog er weiter in Richtung Osten, bis er auf eine amerikanische Armee traf und in  Sicherheit war.
Ein Marsch von Kriegsgefangen soll sich vom Lager Sonneberg am 18. April 1945 in Bewegung gesetzt haben, die von der US-Armee am 23. April 1945 in der Nähe der Stadt Eichstätt befreit wurden.

## Strafrechtliche Ahndung

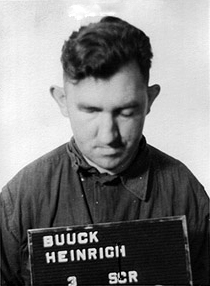
SS-Mann Heinrich Buuck, April 1947

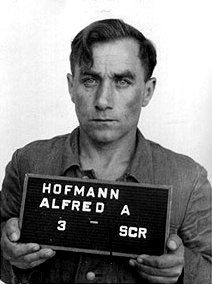
SS-Obersturmführer Alfred Andreas Hofmann, April 1947

1947 wurde in den Buchenwalder Nebenprozessen unter anderen gegen den SS-Mann Heinrich Buuck (er hatte nur einen IQ von 67) verhandelt, der vor Gericht zugab, auf dem Evakuierungsmarsch aus dem Außenlager Sonneberg Häftlinge auf Befehl getötet zu haben. Er wurde am 14. Oktober 1947 zur Todesstrafe verurteilt, die später in 15 Jahre Haftstrafe umgewandelt wurde, jedoch wurde ihm im Überprüfungsverfahren Befehlsnotstand zugebilligt, sodass er 1954 auf Bewährung aus dem Kriegsverbrechergefängnis Landsberg (War Criminals Prison No. 1) entlassen wurde. Der SS-Obersturmführer Alfred Andreas Hofmann, auch Hoffmann (* 23. Juli 1904), nach Einsatz im KZ Buchenwald Kommandoführer im Außenkommando Sonneberg von Oktober 1944 bis 11. April 1945, wurde am 17. September 1947 zu einer fünfjährigen Haftstrafe, im Kriegsverbrechergefängnis Landsberg, verurteilt.
Ein SS-Oberscharführer im Außenkommando Sonneberg war Ernst Fölsche, der in einem ostdeutschen Verfahren zu zwei Jahren Haft verurteilt wurde. Ein weiterer Angeklagter erhielt eine zweieinhalbjährige Haftstrafe. In westdeutschen Verfahren wurden zwei Angeklagte zu jeweils zwei und dreieinhalb Jahren verurteilt und zwei erhielten einen Freispruch. Deren Verfahren wurden eingestellt.
Im September 1945 hatten sich insgesamt zwölf Personen aus Sonneberg, von denen einige in Zusammenhang mit dem Außenlager bzw. den angeschlossenen Produktionsstätten gebracht wurden, im Rahmen eines Sammelprozesses vor einem sowjetischen Militärgericht zu verantworten. Alle vier zum Tode Verurteilten waren mit der Ausbeutung und Kontrolle von Zwangsarbeitern aus dem Lager befasst gewesen, oder hatten als Eigentümer einer Fabrikationsstätte selbst von erzwungener Arbeit profitiert. Für schuldig befunden und hingerichtet wurden die Ingenieure Erich Schubert und Johannes Friedrich – beide in leitender Funktion im Zahnradwerk. Dort als Meister war der ortsansässige Schmied Hermann Schindhelm beschäftigt. Den in Mürschnitz im Juli 1945 wohnhaften Schindhelm, geboren 1908, hatten überlebende Häftlinge als besonders grausam beschrieben. Zahlreiche brutale Misshandlungen wurden ihm zur Last gelegt. Er soll auch an einer Treibjagd auf entflohene sowjetische Kriegsgefangene teilgenommen haben. Unter den Lagerinsassen war Schindhelm wegen der häufigen Übergriffe und seiner feindseligen Haltung gegenüber den Zwangsarbeitern als der „Schwarze Schmied“ bekannt. Vierter Verurteilter war der Köppelsdorfer Ernst Heubach. Heubach, 57 Jahre alt, besaß eine Porzellanwarenfabrik in Köppelsdorf, in der etwa 200 Zwangsarbeiter unterschiedlicher Nationalität beschäftigt waren. Die Mitgliedschaft in der NSDAP seit 1937 und sein Rang als SA-Obersturmführer dürften von den Richtern als weitere Indizien gegen den Angeklagten gewertet worden sein. Alle Verurteilten wurden am 29. September 1945 hingerichtet.

## Gedenken
Jährlich gedachten zu Zeiten der DDR im September am Gedenktag der Opfer des Faschismus tausende Bürger mit einem Marsch des Gedenkens dieser Opfer. Auch zur Zeit der BRD wurde jährlich bisher an die Opfer erinnert. 1977 wurde auf dem Schusterhieb eine Gedenkstätte für die dort gefundenen acht Opfer des Todesmarsches errichtet. Seit 1982 erinnern in Sonneberg und Umgebung entlang der zwei Routen zudem dreizehn Metalltafeln an die Opfer der Todesmärsche.
Neben der Sonneberger Stadtkirche St. Peter befindet sich ein dreiteiliger Gedenkstättenkomplex. Er besteht aus einem Obelisken, der an die Gefallenen aus dem Deutsch-Französischen Krieg erinnert, Betonwänden mit Namen von Gefallenen und Vermissten aus dem Ersten Weltkrieg und einer Steinplatte, die eine Grube mit Messingurnen abdeckt. Die Messingurnen sind mit Erde gefüllt, die von dem ehemaligen Standort des KZ Außenkommando Sonneberg und vom Schusterhieb, wo die acht ermordeten Häftlinge gefunden wurden, stammt. Im Juli 2014 wurde der Gedenkstättenkomplex von Männern der Reservistenkameradschaft Sonneberg, die die Pflegepatenschaft übernommen hatte, gereinigt. Als die Steinplatte abgehoben wurde, wurde festgestellt, dass die Urnen zerstört waren und die Erde auf dem Boden der Grube verteilt lag. Nachforschungen ergaben, dass die Gedenkstätte für die Häftlinge vermutlich schon 2006 von Jugendlichen geschändet wurde.
Am Ortsausgang von Pirk befindet sich ebenfalls ein Gedenkstein für fünf jüdische Häftlinge, die im April 1945 bei dem Todesmarsch in Pirk von SS-Männern ermordet wurden.

## Film
- Zahnradwerk – Das vergessene KZ, 2007 SON-Film e.V., DVD und Blu-Ray[29]